# Orm Faculae
Le Orm Faculae sono una struttura geologica della superficie di Mercurio.